# Nicolas Farkas
Pour les articles homonymes, voir Farkas.
Nicolas Farkas est un directeur de la photographie, réalisateur, scénariste et producteur de cinéma hongrois né le 27 juillet 1890 en Hongrie et mort le 22 mars 1982 à New York. Il est également connu sous les noms de Farkas Miklós, Miklós Farkas, Mikolaus Farkas, Nikolaus Farkas et Nikolas Farkas.

## Premières années et carrière en Europe
Après avoir étudié à Budapest, Farkas se rend à Vienne en 1919 et suit une formation de directeur de la photographie. Il travaille pour l'industrie cinématographique autrichienne jusqu'en 1924. Dans les années 1920, il collabore fréquemment avec d'autres réalisateurs et producteurs hongrois célèbres, tels que Sándor Korda et Mihály Kertész.
En 1925, Farkas a commencé à travailler en Allemagne. Des projets individuels l'ont également conduit en Union soviétique et en Pologne. Parmi ses derniers projets allemands importants figure Berlin - Alexanderplatz (1931, réalisé par Phil Jutzi).
Après 1933, il travaille en France, où il est également actif en tant que scénariste. Il y travaille également sur un certain nombre de coproductions internationales et, en 1934, il fait ses débuts en tant que réalisateur avec le mélodrame anglo-français La bataille. Il a également travaillé comme directeur de la photographie sur le film Les Aventures de Don Quichotte de G.W. Pabst en 1933.

## Carrière aux États-Unis
En 1941, il émigre aux États-Unis, où il participe à des courts métrages de propagande pour la marine américaine. Il s'installe définitivement à New York, où il dirige sa propre petite société de production, Farkas Films Inc.

## Filmographie
La filmographie suivante contient, dans l'ordre chronologique, tous les travaux de Farkas en tant que directeur de la photographie, réalisateur, scénariste et producteur de films.,,

### Réalisateur
- 1934 : La Bataille avec Charles Boyer
- 1935 : Variétés avec Jean Gabin
- 1936 : Port-Arthur avec Danielle Darrieux
- 1936 :I Give My Life

### Directeur de la photographie
- 1922 : Samson and Delilah
- 1922 : Gypsy Love
- 1923 : Miss Madame
- 1923 : Children of the Revolution
- 1924 : La Tragédie des Habsbourg (Tragödie im Hause Habsburg) d'Alexander Korda
- 1924 : Tragedy in the House of Habsburg
- 1924 : The Curse
- 1924 : Zirkus Brown
- 1924 : L'Esclave reine de Michael Curtiz
- 1925 : The Morals of the Alley
- 1925 :The Revenge of the Pharaohs
- 1925 : Le Danseur de Madame (Der Tänzer meiner Frau) d'Alexander Korda
- 1925 : Nick, King of the Chauffeurs
- 1925 : Countess Maritza
- 1928 : Love in May
- 1928 : Kira Kiralina
- 1928 : The Case of Prosecutor M
- 1928 : The Schorrsiegel Affair
- 1928 : The Three Kings
- 1929 : The Ship of Lost Souls
- 1929 : Crucified Girl
- 1929 : Phantoms of Happiness
- 1929 : The Alley Cat
- 1929 : The White Roses of Ravensberg
- 1930 : Exile to Siberia
- 1930 : Love in the Ring
- 1930 : Le Procureur Hallers de Robert Wiene
- 1930 : Money on the Street
- 1930 : The Right to Love
- 1930 : The Other
- 1930 : The Comeback
- 1930 : Der Andere
- 1930 : Zwei Krawatten
- 1931 : Danton
- 1931 : The Firm Gets Married
- 1931 : Les Frères Karamazoff
- 1931 : Sur le pavé de Berlin de Phil Jutzi
- 1931 : Bric-à-brac et compagnie d'André Chotin
- 1932 : Madame Makes Her Exit
- 1932 :L'Amoureuse Aventure de Wilhelm Thiele
- 1933 : Adventures of Don Quixote
- 1949 : L'Inconnu d'un soir de Max Neufeld et Hervé Bromberger

### Scénariste
- La bataille – dialogue (1933)
- The Battle (Thunder in the East) – screenplay (1934)
- Varieté (1935)
- Three Maxims (1936)
- The Show Goes On - story (1936)
- I Give My Life - scenario (1936)
- Port Arthur (1936)

### Producteur
- Feu!  (1937)
- The Patriot (1938)